# Webring

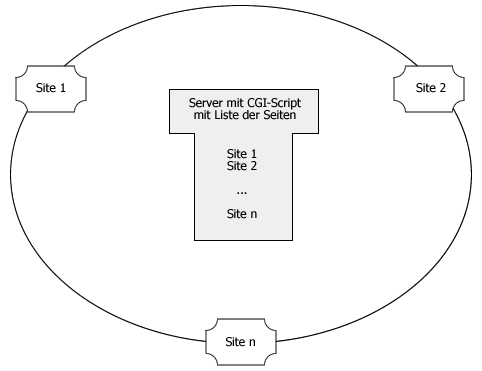
Esquema do funcionamento de webring

Webring é um sistema de organização de sites por tema, criando uma estrutura de interligação circular (ou anel) entre os sites. De uma forma indireta, o webring pode ser entendido como uma ferramenta de otimização para sistemas de busca.
Em um webring, cada site deve adicionar um bloco de código padronizado, geralmente em HTML ou Javascript, a fim de incorporar uma barra de navegação comum a todos os sites do anel. Uma barra de navegação típica oferece links para o site anterior e para o seguinte. Ao clicar continuamente um desses links, o usuário fatalmente irá retornar ao primeiro site de onde partiu, daí o nome webring. A barra pode ainda conter uma imagem representativa do webring e links extras, para um site aleatório, por exemplo.
Os temas dos webrings abrangem uma imensa variedade, cobrindo o campo educacional, profissional, entretenimento, hobbies, saúde e muitos outros.
A estrutura do webring em geral é administrada por um site central, que conecta todos os sites membros, dessa maneira prevenindo a ruptura do anel caso um dos elos deixe de funcionar. Além disso, um moderador (ou ringmaster) coordena o ingresso dos sites candidatos no webring, verificando a compatibilidade com o perfil do anel.

## Histórico
O conceito de webring surgiu originalment em 1994 com o EUROPa (Expanding Unidirectional Ring Of Pages), criado por Denis Howe. Em 1995, Sage Weil, que havia implementado um código para melhorar a funcionalidade de um webring, criou uma empresa denominada "WebRing". A empresa que operava os webrings dentro de uma estrutura peer-to-peer, tinha em 1997 10 mil anéis. Em 2000 o número chegava a 80 mil, e Sage, impossibilitado de gerenciar esse montante de informação, vendeu a empresa à Starseed.
Starseed foi vendida para Geocities, que logo em seguida foi comprada pelo Yahoo! e através dessas várias aquisições, o serviço foi relançado em 2000, com o nome de Yahoo! WebRing. Apenas alguns meses depois, em abril de 2001, com dificuldades em adaptar os webrings a um modelo comercial lucrativo e recebendo críticas dos antigos usuários pelas mudanças implantadas no sistema, a Yahoo decidiu abandonar o negócio, deixando o WebRing nas mãos de Timothy Killen, um engenheiro da WebRing original. Para alguns, a interferência do Yahoo! foi fatalmente prejudicial à popularização do conceito de webrings.
No final do mesmo ano, livrando a Yahoo! de um grande elefante branco, Killen recomprou a empresa por uma quantia não divulgada e lançou um novo WebRing, livre das modificações introduzidas pelo Yahoo, próximo do conceito original e tornando-se novamente uma empresa independente. Em 2007, em uma grande reformulação visando captalizar a empresa, Killen introduziu a diferenciação entre WebRing 1.0 e 2.0, oferecendo nesta última novos recursos, porém agora pagos pelo usuário.
Em parte pela relativa complexidade de sua implementação para o usuário médio, em parte pelas características de sua estrutura, que dificulta a operação de forçar anúncios nas páginas participantes, o conceito de webring nunca chegou a atingir um lugar ao sol na popularidade dentre as novidades despejadas na internet.
A despeito disso, o serviço da WebRing tem conseguido manter uma certa estabilidade apoiada por número fiel de usuários. Ao longo desse tempo, surgiram paralelamente outras inciativas para criar sistemas de webrings na rede. A mais bem sucedida é de longe a do RingSurf.com, que denomina seus anéis simplesmente de "rings". Além disso, scripts em várias linguagens e gratuitos para criação de webrings personalizados, podem ser facilmente encontrados em sites especializados.